# خبیص (فیروزآباد)
خبیص، روستایی در دهستان هایقر بخش جایدشت شهرستان فیروزآباد در استان فارس ایران است.

## جمعیت
بر پایه سرشماری عمومی نفوس و مسکن در سال ۱۳۹۵، جمعیت این روستا برابر با ۱۳۵ نفر (۴۰ خانوار) بوده است.